# Robbedoes (schip, 1960)
De Robbedoes is een kempenaar die als vrachtschip is gebouwd, maar sinds september 2016 fungeert als varend woonschip. Daarbij fungeert de roef als bed & breakfast. Het schip van het varend erfgoed mag zich de ‘Woonboot van het jaar 2016’ noemen.
De mogelijkheid om het schip als woonschip te gaan gebruiken ontstond door het in eigendom verkrijgen van een ligplaats in Amersfoort aan de Eem, waar een oude sleepboot lag, die kon worden verkocht. Omdat de ligplaats beperkt is werd het schip ingekort tot onder de oorspronkelijke lengte. 
Van de geschiedenis van het schip in de binnenvaart is weinig bewaard gebleven. Des te meer van de geschiedenis als woonschip. Het ontwerp werd door de eigenaren zelf gemaakt en ook het ombouwen werd door de eigenaren met hulp grotendeels zelf gedaan. De verbouwing duurde negen maanden. Voor die tijd hadden de nieuwe eigenaren nooit iets met schepen te maken gehad.
Hun ervaringen werden teboekgesteld in het boek "De Robbedoes – Van steen naar staal, van land naar water". Het bevat niet alleen informatie voor wie ook overweegt een woonschip te bouwen, het vertelt ook hoe de Robbedoes het leven van de eigenaren heeft veranderd.

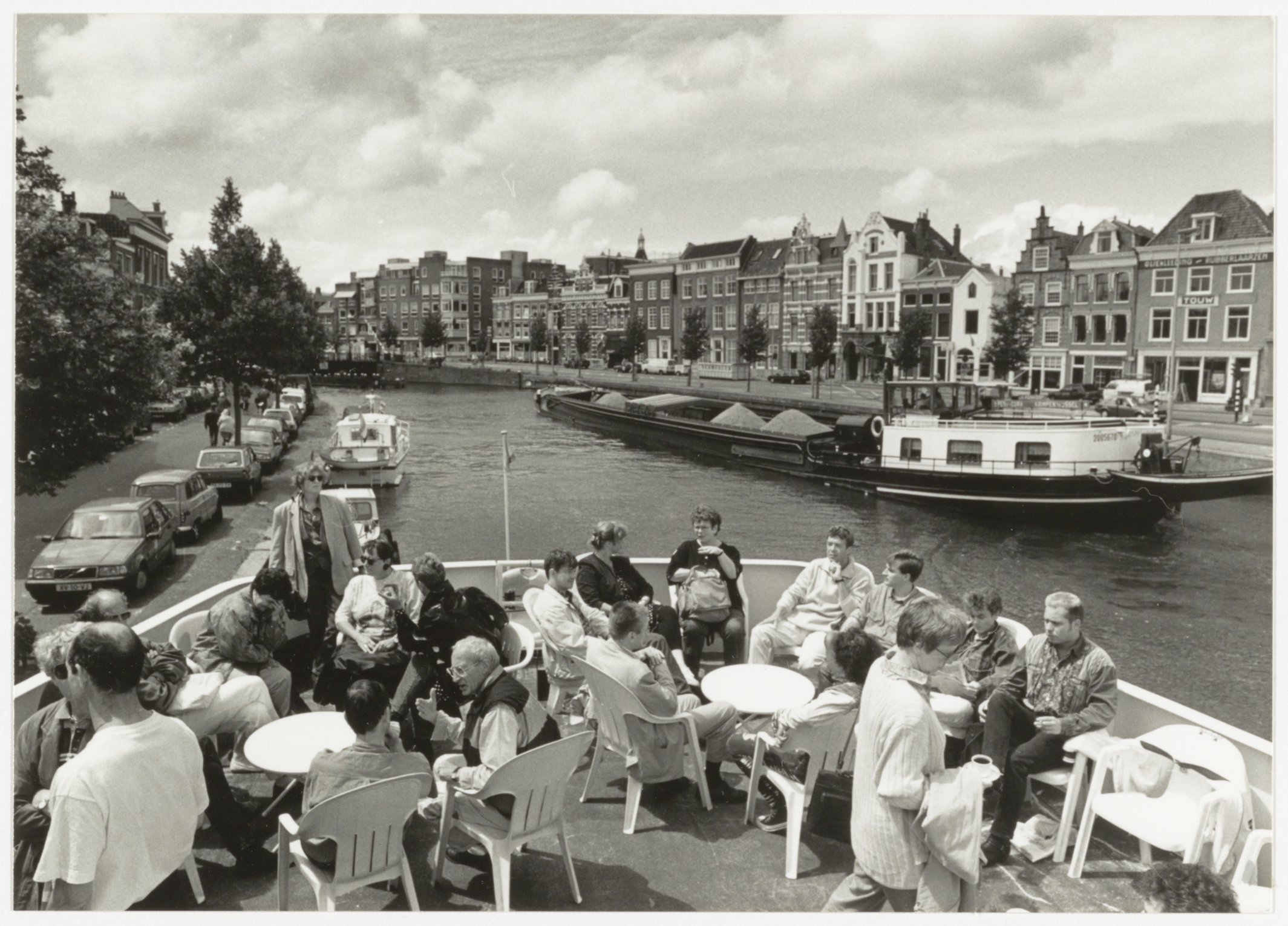
De Robbedoes nog als vrachtschip

## Liggers Scheepmetingsdienst
| Meetnummer | District en volgnr. | Meetdatum         | Meetplaats | Lengte [m] | Breedte [m] | Inzinking [m] | Waterverplaatsing [ton] | Naam         | Eigenaar | Domicilie |
| ---------- | ------------------- | ----------------- | ---------- | ---------- | ----------- | ------------- | ----------------------- | ------------ | -------- | --------- |
| R25772N    | Rotterdam           | 24 september 1960 | -          | 42,95      | 6,63        | 2,40          | 391,840                 | SPES ET CURA | -        | -         |
| R37417N    | Rotterdam           | 6 maart 1973      | -          | 42,95      | 6,60        | 2,42          | 396,830                 | SPES ET CURA | -        | -         |
| RN4331     | Rotterdam           | 18 februari 1985  | -          | 54,98      | 6,60        | 2,39          | 529,438                 | SPES ET CURA | -        | -         |